# Business scout
Un business scout, o società di business scouting, è un operatore che si occupa della valutazione delle idee imprenditoriali. Il suo lavoro consiste nel raccogliere un certo numero di progetti imprenditoriali, valutarne la fattibilità e selezionare quelli meritevoli di essere messi in pratica.
Relativamente alla idee che passano la fase di valutazione, in gergo screening, il business scout si impegna a reperire sul mercato le risorse finanziarie necessarie per permettere all'imprenditore di iniziare l'attività. L'ammontare finanziato per la realizzazione dell'idea imprenditoriale non è dunque di proprietà del business scout, il quale si avvale a questo proposito di una rete di investitori istituzionali e/o privati. Tradizionalmente il business scout opera trasversalmente sia ai settori produttivi che alle tipologie di impresa, contribuendo alla nascita di micro-imprese esattamente come di grandi progetti industriali.